# La Vision d'Ézéchiel (Raphaël)
La Vision d'Ézéchiel est un tableau religieux du peintre italien Raphaël, mettant en scène une vision du prophète de l'Ancien Testament Ézéchiel.

## Historique
En 1589, le tableau faisait partie de la collection de la Galerie des Offices, mais il fut emporté à Paris entre 1799 et 1816.
Après la restitution du tableau aux collections florentines, il fut confié à la Galleria Palatina du Palazzo Pitti.

## Thème
Le tableau représente Dieu entouré par des anges et par le tétramorphe, les quatre figures ailées symboliques des Évangélistes.

### Articles connexes

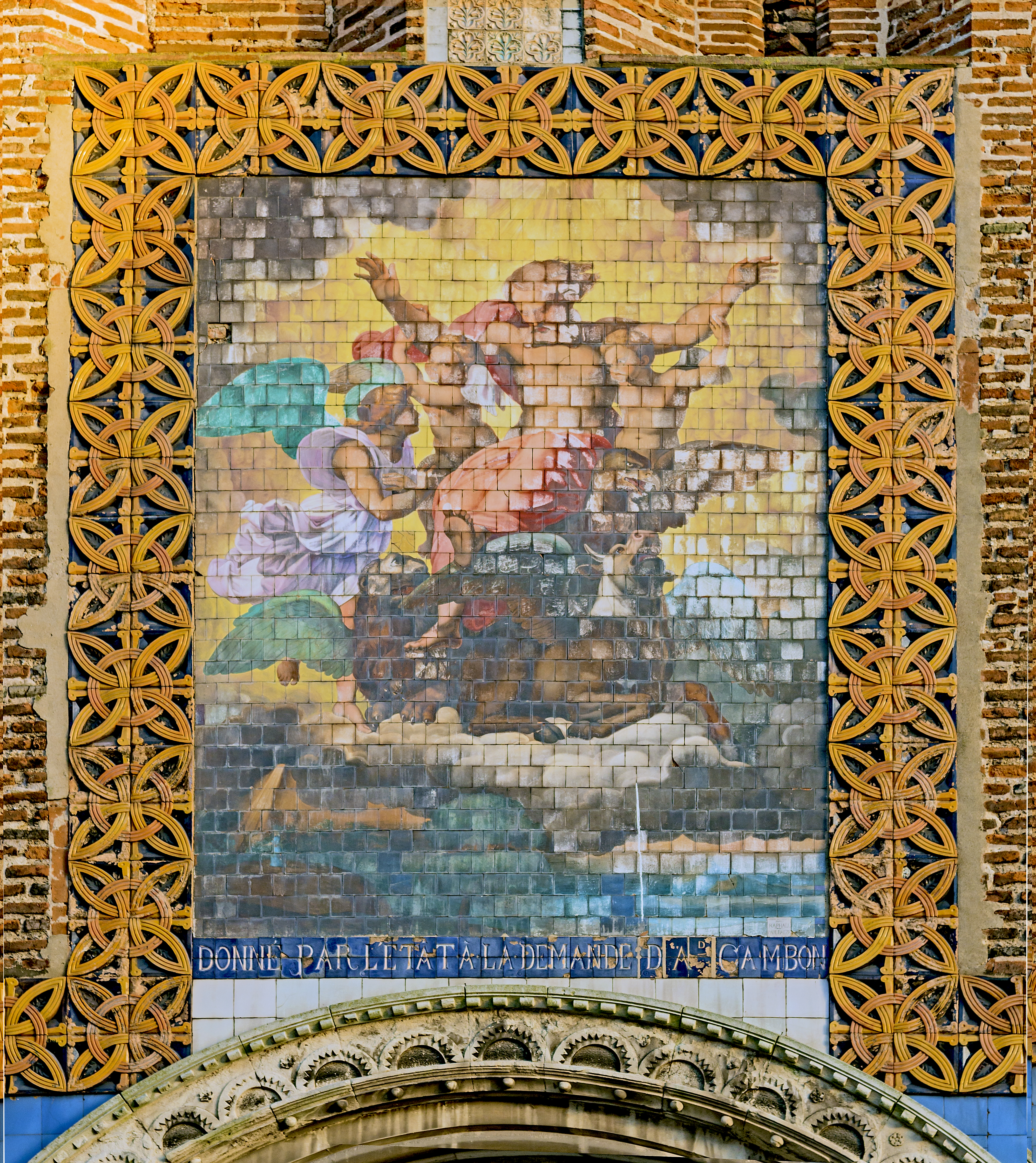
L'Église Saint-Jacques de Montauban Mosaïque de la façade, inspirée de La Vision d'Ézéchiel Raymond et Paul Balze (1891).

## Sources
- (it) Cet article est partiellement ou en totalité issu de l’article de Wikipédia en italien intitulé « Visione di Ezechiele » (voir la liste des auteurs).